# Chalain-d'Uzore
Chalain-d'Uzore és un municipi francès situat al departament del Loira i a la regió d'Alvèrnia-Roine-Alps. L'any 2007 tenia 544 habitants.

## Demografia

### Població
El 2007 la població de fet de Chalain-d'Uzore era de 544 persones. Hi havia 190 famílies de les quals 24 eren unipersonals (12 homes vivint sols i 12 dones vivint soles), 77 parelles sense fills, 73 parelles amb fills i 16 famílies monoparentals amb fills.
La població ha evolucionat segons el següent gràfic:
Habitants censats

### Habitatges
El 2007 hi havia 212 habitatges, 194 eren l'habitatge principal de la família, 6 eren segones residències i 12 estaven desocupats. 209 eren cases i 2 eren apartaments. Dels 194 habitatges principals, 157 estaven ocupats pels seus propietaris, 36 estaven llogats i ocupats pels llogaters i 1 estava cedit a títol gratuït; 2 tenien dues cambres, 12 en tenien tres, 54 en tenien quatre i 125 en tenien cinc o més. 168 habitatges disposaven pel capbaix d'una plaça de pàrquing. A 60 habitatges hi havia un automòbil i a 127 n'hi havia dos o més.

### Piràmide de població
La piràmide de població per edats i sexe el 2009 era:
| Homes | Edats   | Dones |
| ----- | ------- | ----- |
| 0     | 95 o +  | 0     |
| 0     | 90 a 94 | 0     |
| 0     | 85 a 89 | 0     |
| 4     | 80 a 84 | 0     |
| 8     | 75 a 79 | 4     |
| 4     | 70 a 74 | 8     |
| 8     | 65 a 69 | 12    |
| 8     | 60 a 64 | 8     |
| 4     | 55 a 59 | 8     |
| 12    | 50 a 54 | 12    |
| 16    | 45 a 49 | 16    |
| 24    | 40 a 44 | 12    |
| 36    | 35 a 39 | 40    |
| 4     | 30 a 34 | 20    |
| 8     | 25 a 29 | 4     |
| 16    | 20 a 24 | 4     |
| 12    | 15 a 19 | 12    |
| 28    | 10 a 14 | 36    |
| 16    | 5 a 9   | 36    |
| 12    | 0 a 4   | 12    |

## Economia
El 2007 la població en edat de treballar era de 364 persones, 277 eren actives i 87 eren inactives. De les 277 persones actives 266 estaven ocupades (144 homes i 122 dones) i 11 estaven aturades (7 homes i 4 dones). De les 87 persones inactives 33 estaven jubilades, 40 estaven estudiant i 14 estaven classificades com a «altres inactius».

### Ingressos
El 2009 a Chalain-d'Uzore hi havia 182 unitats fiscals que integraven 546,5 persones, la mediana anual d'ingressos fiscals per persona era de 19.250 €.

### Activitats econòmiques
Dels 20 establiments que hi havia el 2007, 1 era d'una empresa de fabricació d'elements pel transport, 2 d'empreses de fabricació d'altres productes industrials, 5 d'empreses de construcció, 6 d'empreses de comerç i reparació d'automòbils, 1 d'una empresa de transport, 1 d'una empresa d'hostatgeria i restauració, 1 d'una empresa d'informació i comunicació, 2 d'empreses immobiliàries i 1 d'una empresa classificada com a «altres activitats de serveis».
Dels 5 establiments de servei als particulars que hi havia el 2009, 1 era un taller de reparació d'automòbils i de material agrícola, 3 fusteries i 1 lampisteria.
L'any 2000 a Chalain-d'Uzore hi havia 14 explotacions agrícoles que ocupaven un total de 408 hectàrees.

## Equipaments sanitaris i escolars
El 2009 hi havia una escola elemental integrada dins d'un grup escolar amb les comunes properes formant una escola dispersa.

## Poblacions més properes
El següent diagrama mostra les poblacions més properes.